# Napjesdragersfamilie
De napjesdragersfamilie (Fagaceae), ook wel beukenfamilie genoemd, is een van de belangrijkste families van bomen op het noordelijk halfrond. Kenmerkend is het napje (cupula), dat de vrucht beschermt. Bij kastanjes is het napje geëvolueerd tot een complete schil.

## Geslachten
- Castanea - 8 soorten kastanjes
- Castanopsis - 125 à 130 soorten chinkapins (of chinquapins) uit Zuidoost-Azië
- Chrysolepis - 2 soorten chinquapins uit het westen van de VS
- Colombobalanus - 1 soort uit Zuid-Amerika
- Fagus - 50 soorten beuken
- Formanodendron - 1 soort uit Zuidoost-Azië
- Lithocarpus - 330 à 340 soorten steeneiken uit Oost- en Zuidoost-Azië
- Notholithocarpus - 1 soort uit het westen van de VS
- Quercus - zo'n 900 soorten eiken
- Trigonobalanus - 1 soort uit Zuidoost-Azië

Het geslacht Nothofagus, dat zo'n 40 soorten 'zuidelijke beuken' omvat, werd vroeger onder Fagaceae gerekend maar wordt nu onder de aparte familie Nothofagaceae gecatalogeerd.